# Левашов, Иван Васильевич
Иван Васильевич Левашов (1715 — 1798) — русский дворянин из рода Левашовых, предводитель дворянства Пошехонского уезда (1790—1792 и 1796—1798), отставной генерал-поручик, коллежский советник (1798).
Родился в 1715 году в семье генерала-аншефа Василия Яковлевича Левашова. После кончины отца в 1751 году наследовал его московскую усадьбу в Старом Ваганькове (между улицами Знаменкой и Воздвиженкой). Семья Ивана Левашова была приписана к церкви Святителя Николая.
Похоронен в семейном захоронении в Николо-Перервинском монастыре в Москве.

## Чины
- генерал-майор (11.11.1741)
- генерал-поручик (16.08.1760[3])
- надворный советник (1790)
- коллежский советник (1798)

## Семья
- Жена — Екатерина Алексеевна (урождённая Зыбина 1723 - 1782/95). Их дети:
  - Татьяна (1736 - после 1824)
  - Александра (род. 1738)
  - Александр (30.08.1739 - 7.12.1811) генерал-поручик (22.09.1786), кавалер ордена Святой Анны.
  - Василий (1740 - .02.1804) генерал от инфантерии, обер-егермейстер; женат не был, но имел шестерых внебрачных детей от актрисы Акулины Семеновой под фамилией Карташевы, но 5.08.1798 им пожаловано дворянство и фамилия Левашовы.
  - Елизавета (29.08.1743 - 7.08.1807) погребена в Перервинском монастыре.
  - Екатерина (21.10.1744 - 4.06.1823)
  - Настасья (1749 - 26.11.1824) погребена с отцом и сёстрами в Перервинском монастыре.
  - Федор (16.12.1751 - 10.05.1819) генерал-майор (с 21.04.1789), флигель-адъютант императрицы Екатерины II, тайный советник и сенатор 5 департамента (1802).